# Antonio Canova

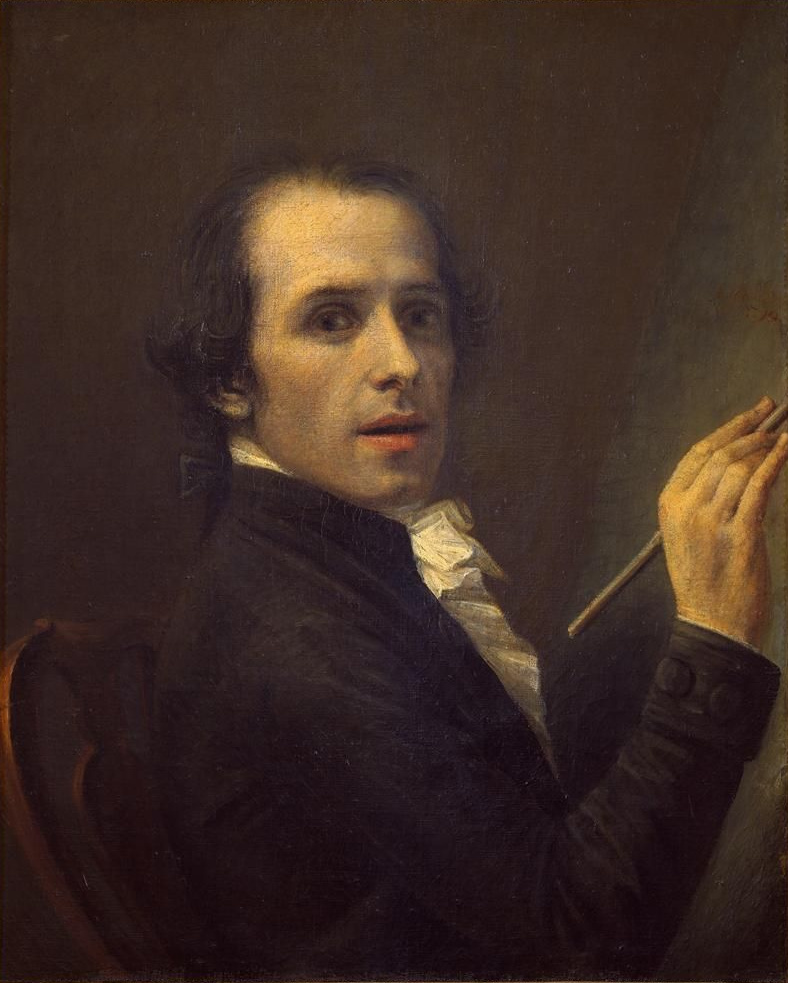
Antonio Canova (Selbstporträt, 1792)

Antonio Canova (* 1. November 1757 in Possagno; † 13. Oktober 1822 in Venedig) war ein italienischer Bildhauer und Oberaufseher der Kunstschätze des Kirchenstaates. Er gilt als bedeutendster Vertreter des italienischen Klassizismus.

## Leben
Da sein Vater, ein Steinmetz, verstarb, als Antonio Canova drei Jahre alt war, wuchs er bei seinem Großvater väterlicherseits, Pasino Canova, auf. Im Alter von 14 Jahren begann Canova eine Lehre beim venezianischen Bildhauer Giuseppe Bernardi, der nach seinem Lehrer Torretti genannt wurde. Nach dem Tod seines Lehrherrn 1773 arbeitete Canova zunächst mit dem Neffen Bernardis, dem Bildhauer Giovanni Ferrari, ebenfalls nach dessen Lehrherrn Torretti genannt, zusammen. Im Jahr 1775 machte sich Canova selbständig.
Ein Jugendwerk, eine von seinem Förderer, dem Senator Giovanni Falier (1710–1808), in Auftrag gegebene Statuengruppe, stellt Eurydike und Orpheus (entstanden 1773–1776) dar. Sie befindet sich heute im Museo Correr in Venedig. Im Jahre 1779 zog Canova nach Rom um, wo er als Gast des venezianischen Botschafters lebte. Der erfolgreiche Künstler kehrte nach der Besetzung Roms durch französische Truppen 1798 in seine Heimat zurück. 1802 wurde Canova als auswärtiges Mitglied in die Académie des Beaux-Arts und 1808 in die Königlich Niederländische Akademie der Wissenschaften aufgenommen. Als Oberaufseher der Kunstschätze des Kirchenstaates (seit 1802) war er 1815 für die Rückführung der von Napoleon geraubten Kunstwerke verantwortlich. Für die erfolgreiche Restitution wurde Canova über den Kirchenstaat hinaus von italienischen Zeitgenossen gefeiert. Er ermöglichte aber auch die Restitution eines Teils der 1622 als Kriegsbeute nach Rom verschleppten Handschriften der Bibliotheca Palatina nach Heidelberg, vorwiegend der deutschsprachigen. In diesem Zusammenhang war er an der Entwicklung des damals aufkommenden Rechtsbegriffs „Nationales Kulturgut“ und der damit verbundenen Vorstellung von dessen Schutzwürdigkeit gegenüber Zerstörung, Zerstreuung und Wegführung beteiligt.
Zu seinen Schülern zählen unter anderen Franz Pettrich und Peter Kaufmann.
Nach seinem Tod 1822 wurde Canova 1827 in einem Mausoleum in der Kirche Santa Maria Gloriosa dei Frari in Venedig begraben; sein Herz wurde getrennt bestattet und befindet sich in einer Porphyrvase in der Akademie von Venedig. In Possagno, dem Geburtsort Canovas, wurde die Pfarrkirche Tempio Canoviano im Stile des Parthenons in Athen und des Römischen Pantheons nach Plänen von Gian Antonio Selva und Antonio Diedo gebaut und nach seinem Tod fertiggestellt. Zusammen mit Canovas Geburtshaus, in dem Gemälde, Stiche, Zeichnungen, einige Stücke aus Marmor, Werkzeuge und persönliche Gegenstände des Künstlers ausgestellt sind, sowie der sog. Basilika der Gipsotheca Canoviana mit vielen Abgüssen und sogar einigen originalen Gipsmodellen seiner bildhauerischen Werke bietet der Ort ein kunsthistorisch bedeutendes Ensemble, das die Erinnerung an ihn wachhält.

## Werke

### Galerie

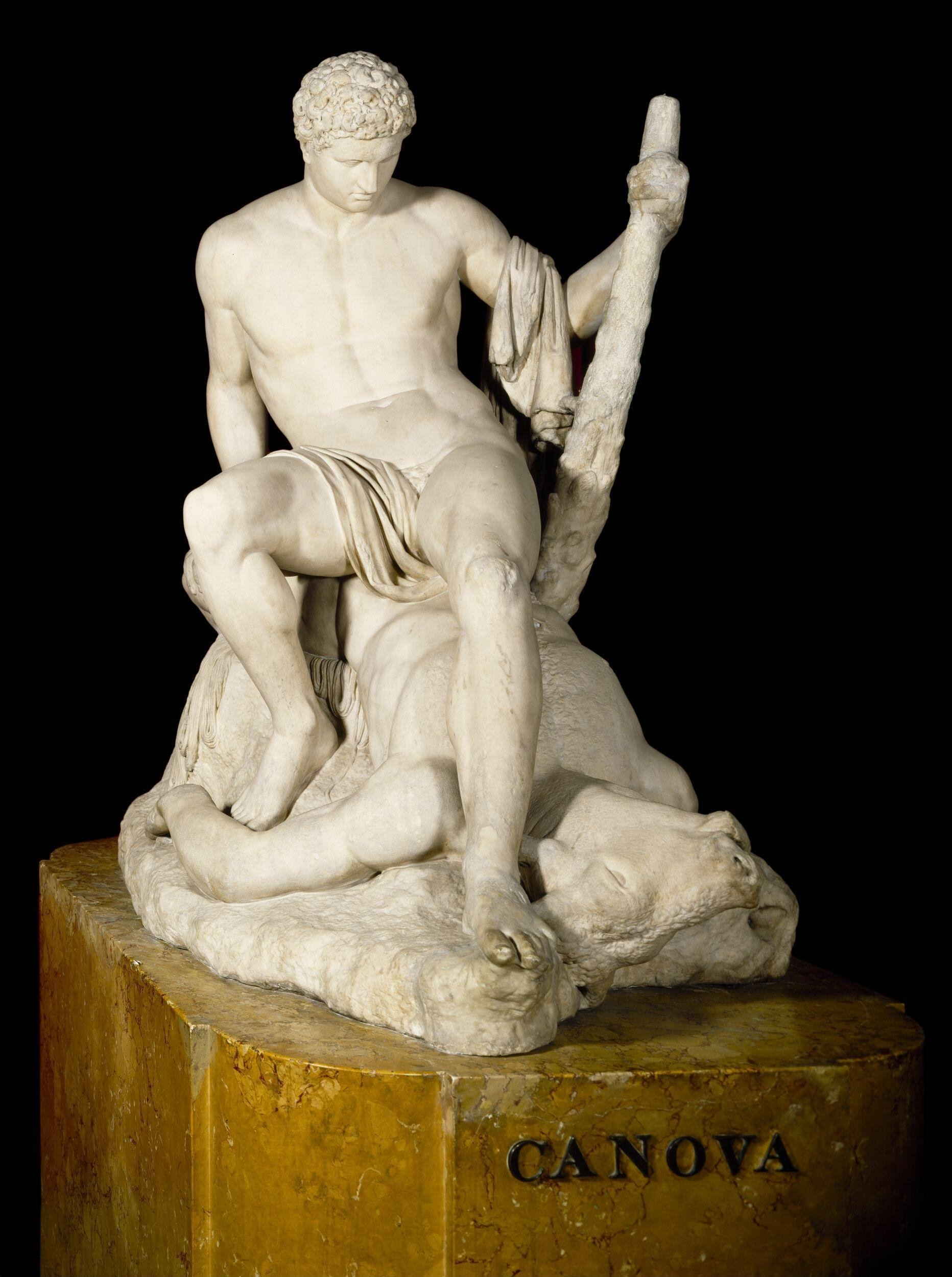
Theseus und der Minotaur, 1782
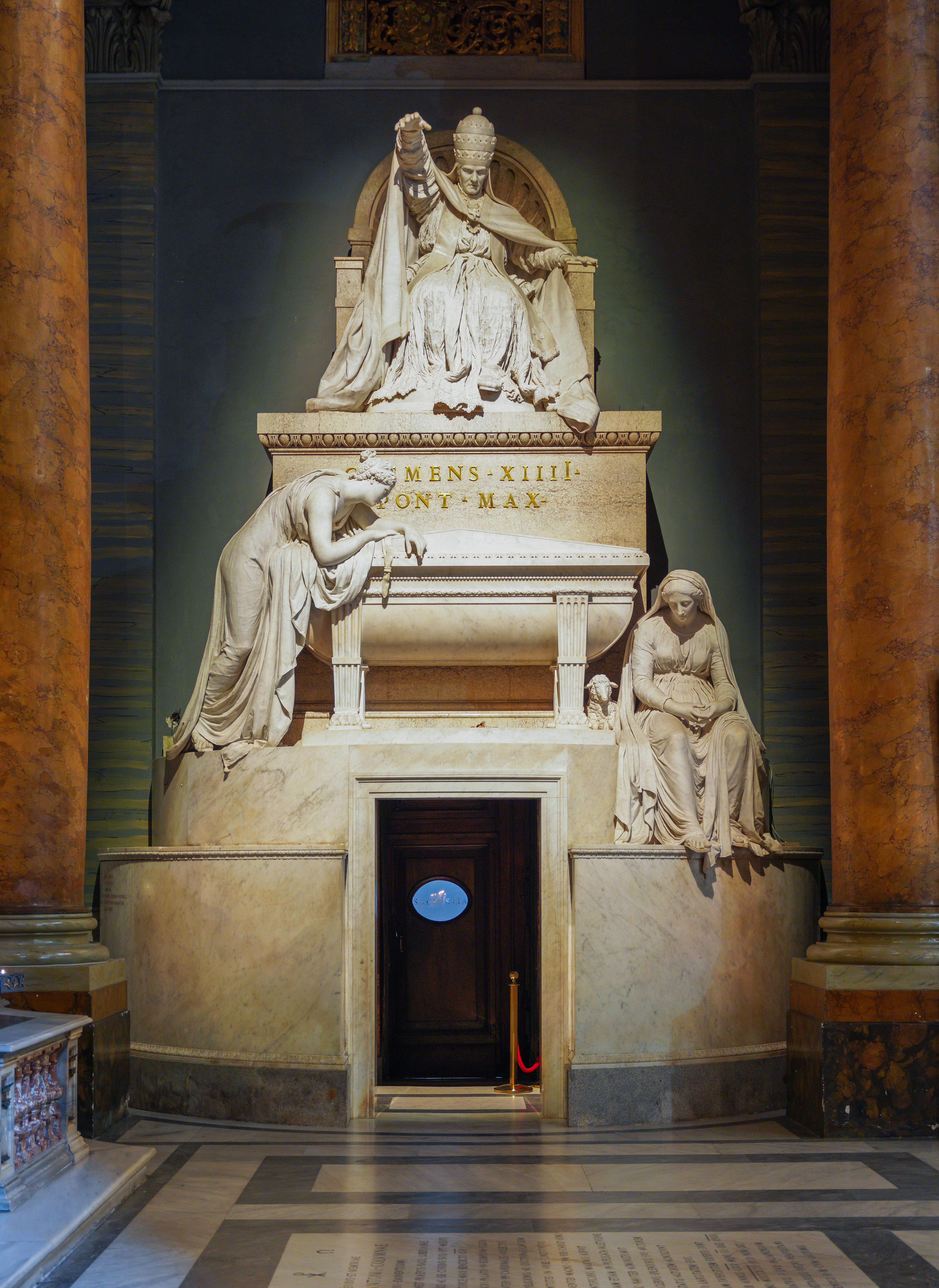
Grabmal für Papst Clemens XIV., Carrara-Marmor, Apostelkirche (Rom)
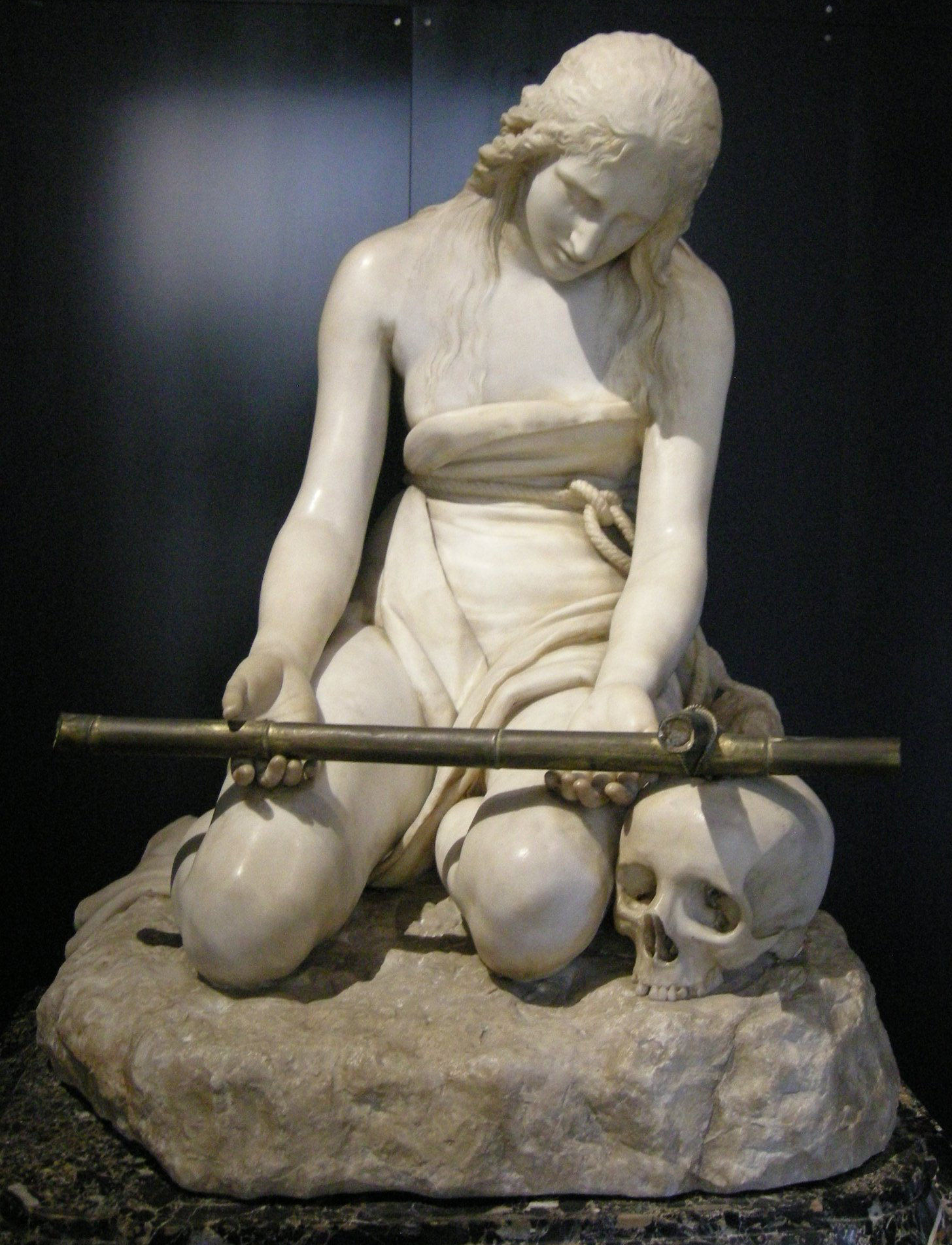
Die reumütige Magdalena, Palazzo Niccolò Grimaldi, (Genua), 1793
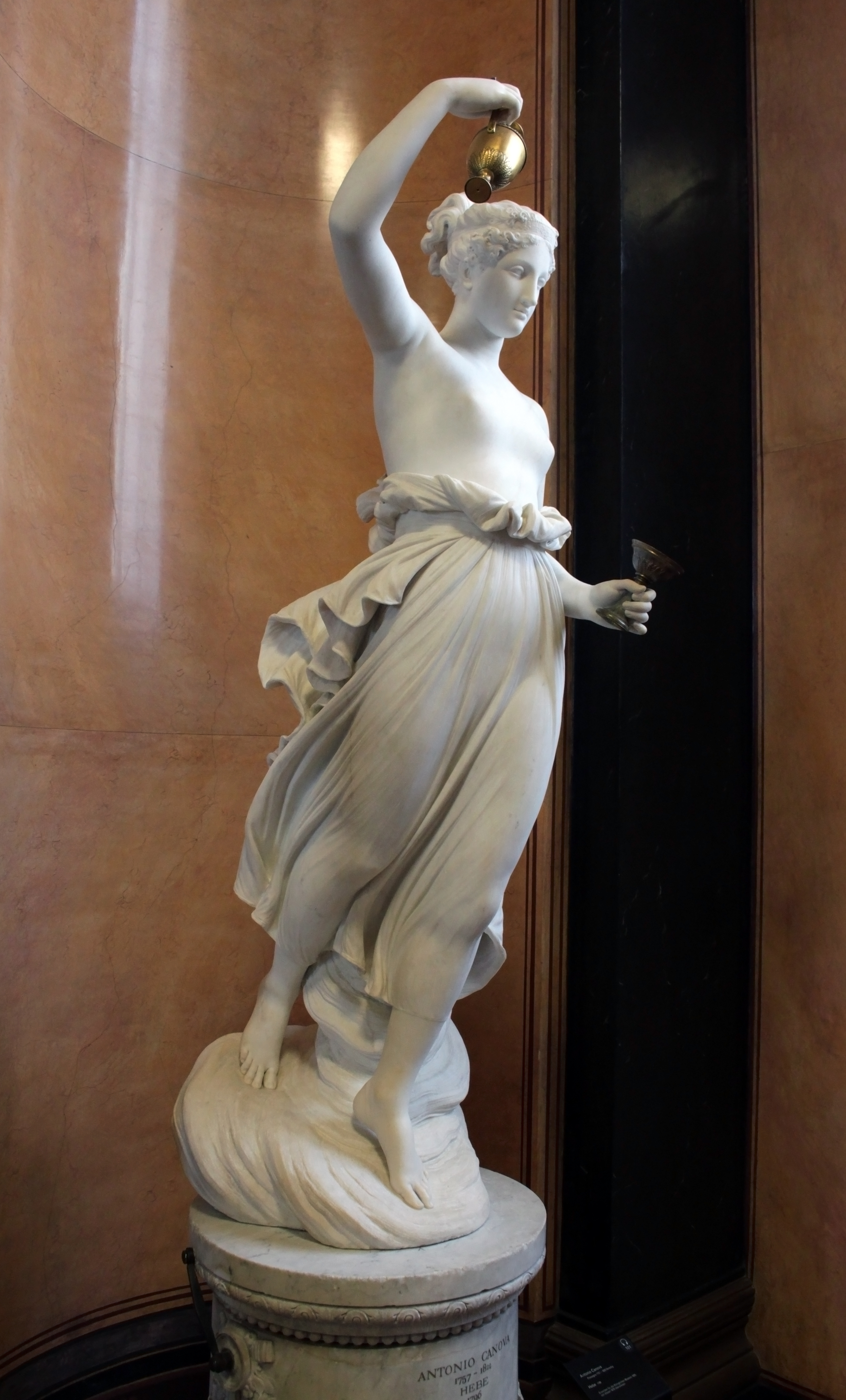
Marmorskulptur der Hebe, Alte Nationalgalerie (Berlin), 1796
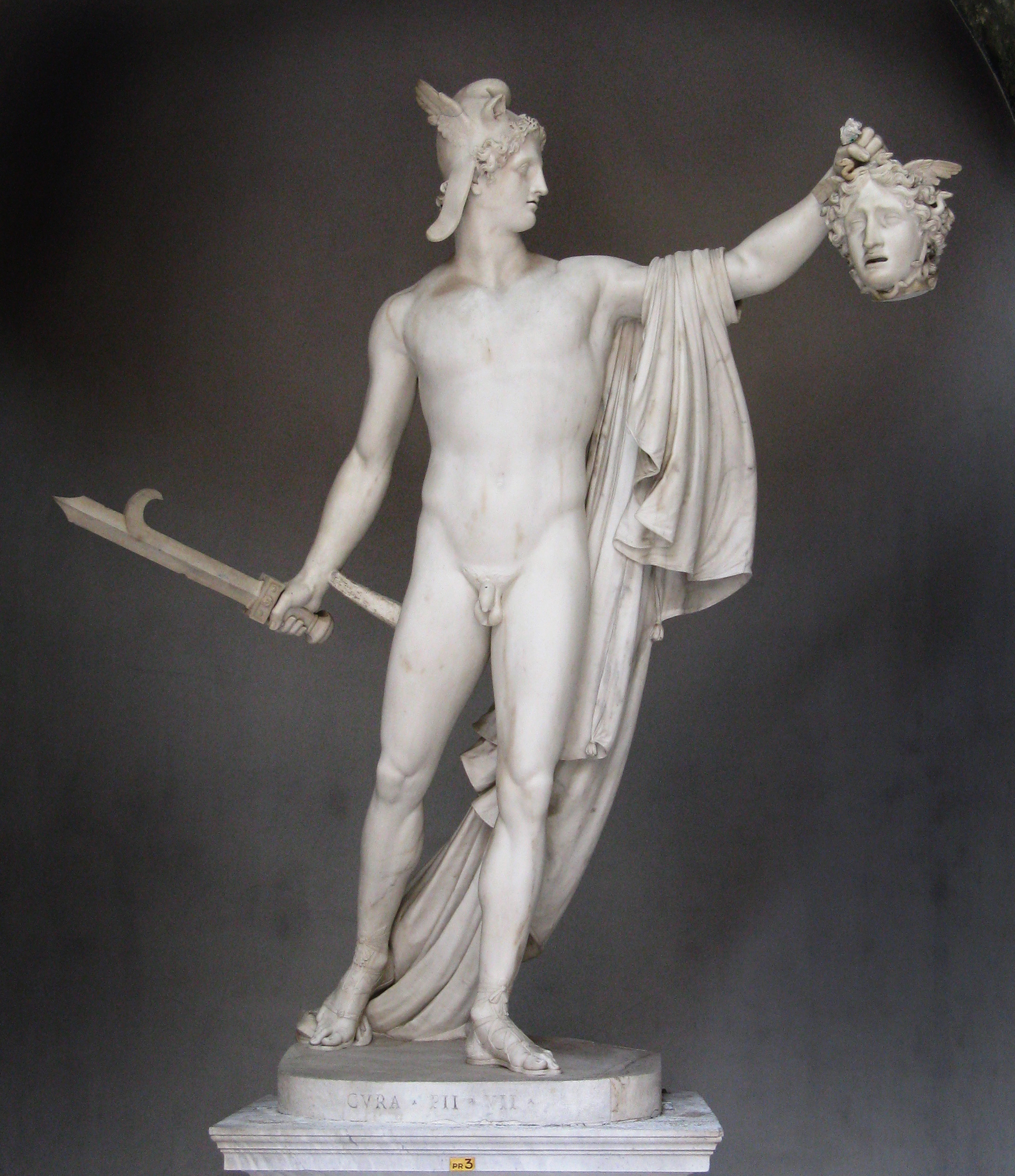
Perseus mit dem Haupt der Medusa, 1801
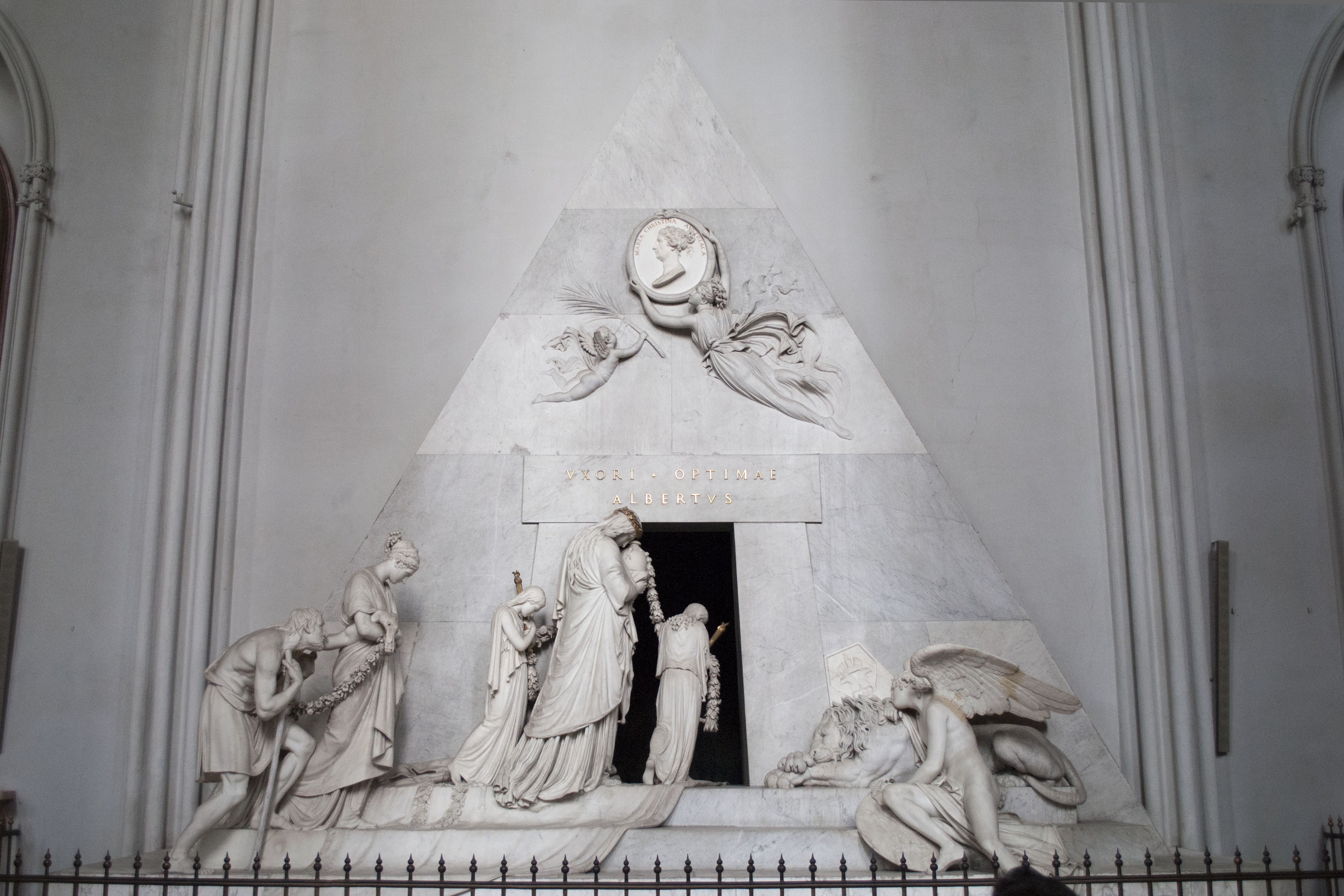
Grabmal für Erzherzogin Maria Christina von Österreich (1742–1798), Augustinerkirche (Wien), 1805
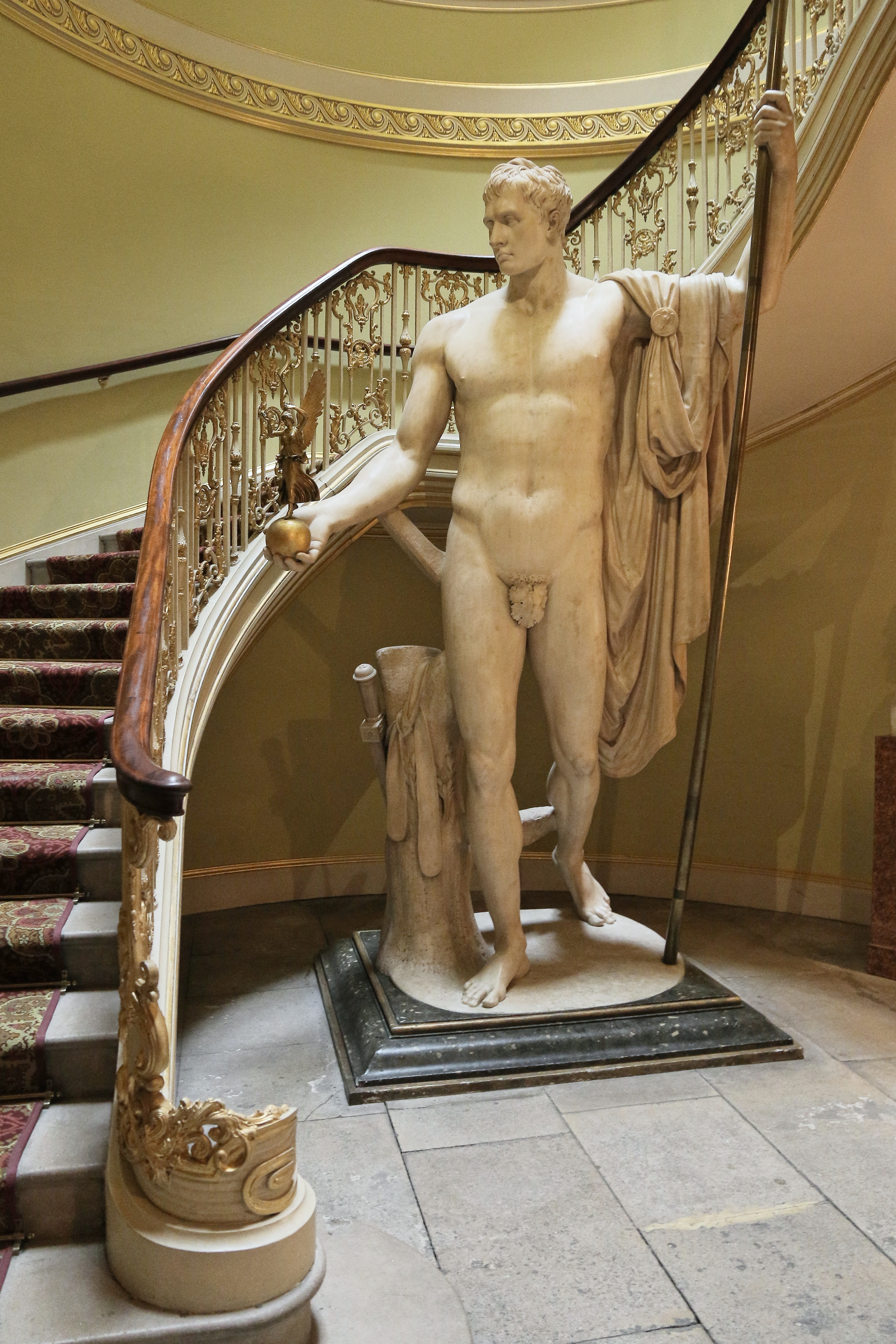
Napoleon Bonaparte als Mars, 1806
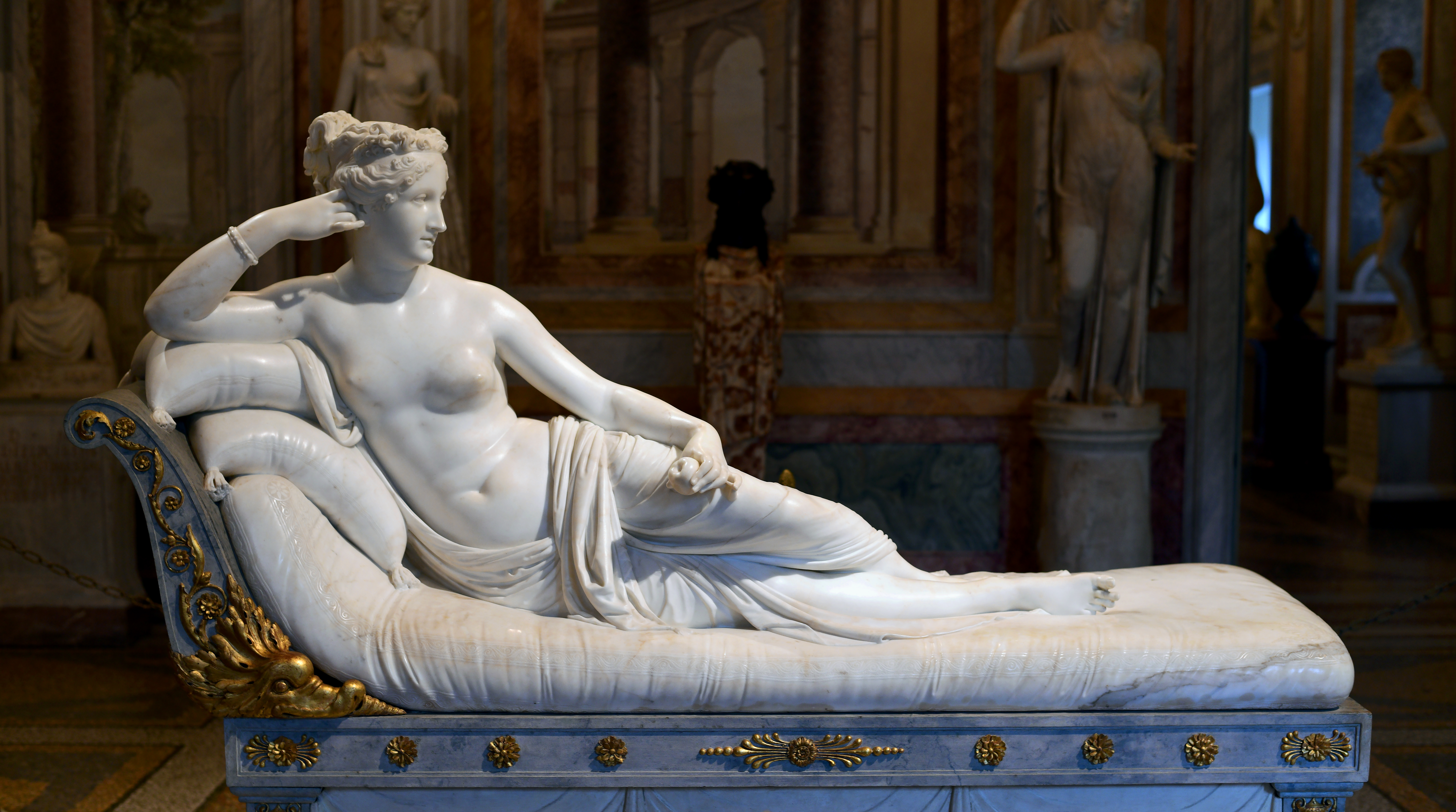
Paolina Bonaparte als Venus, Galleria Borghese, Rom, 1808
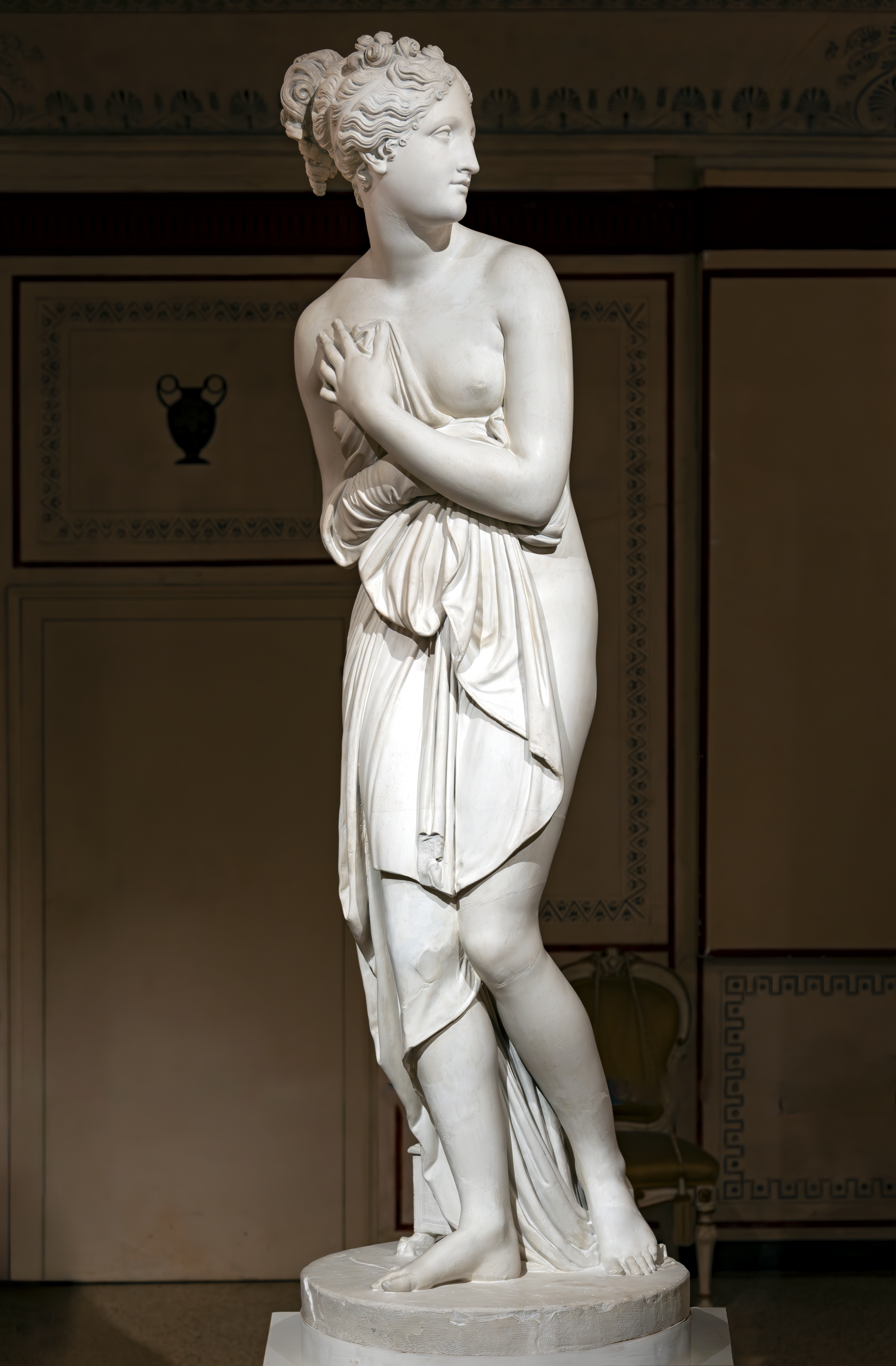
Venus Italica, Museo Correr, Venedig, 1811
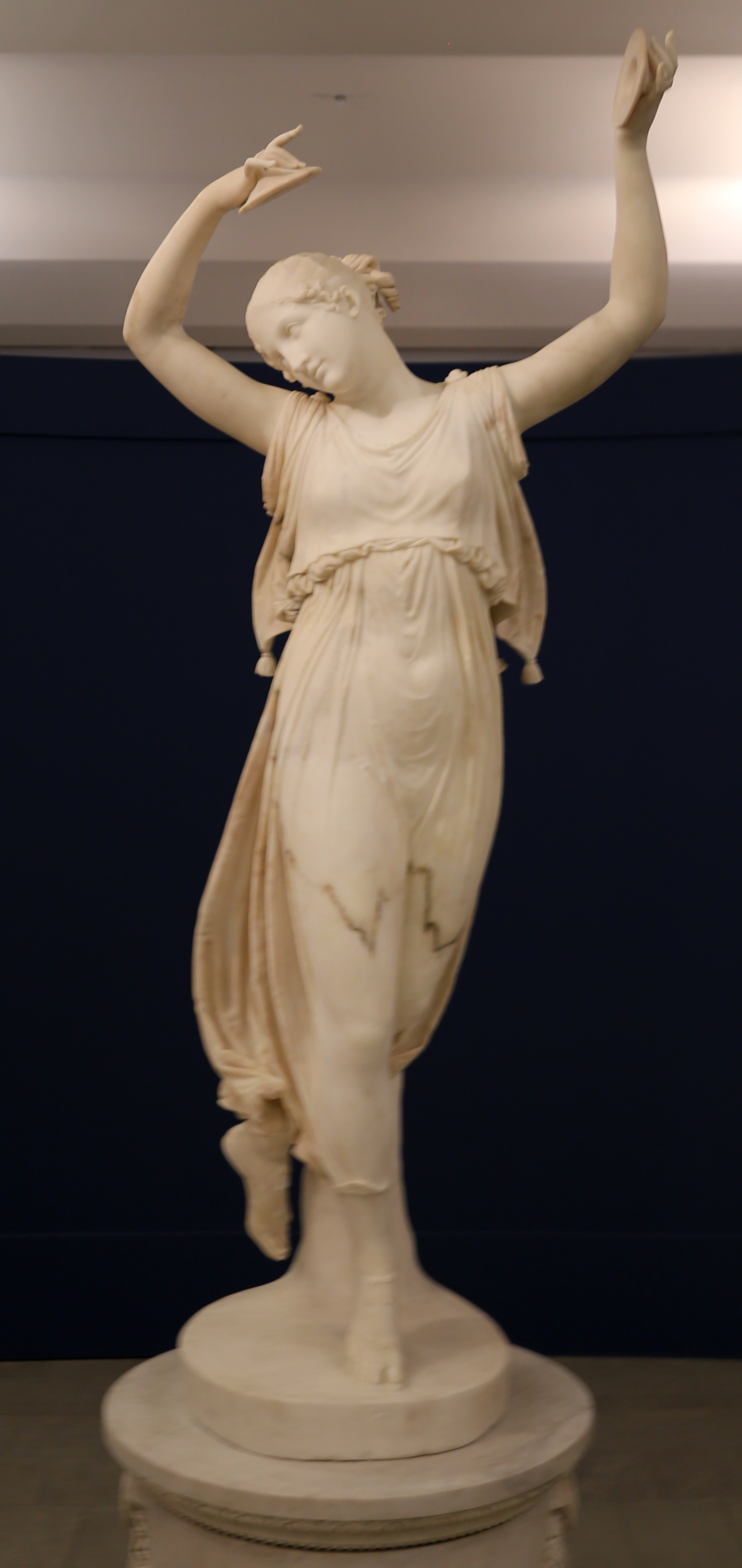
Tänzerin, Skulpturensammlung, Berlin, 1812
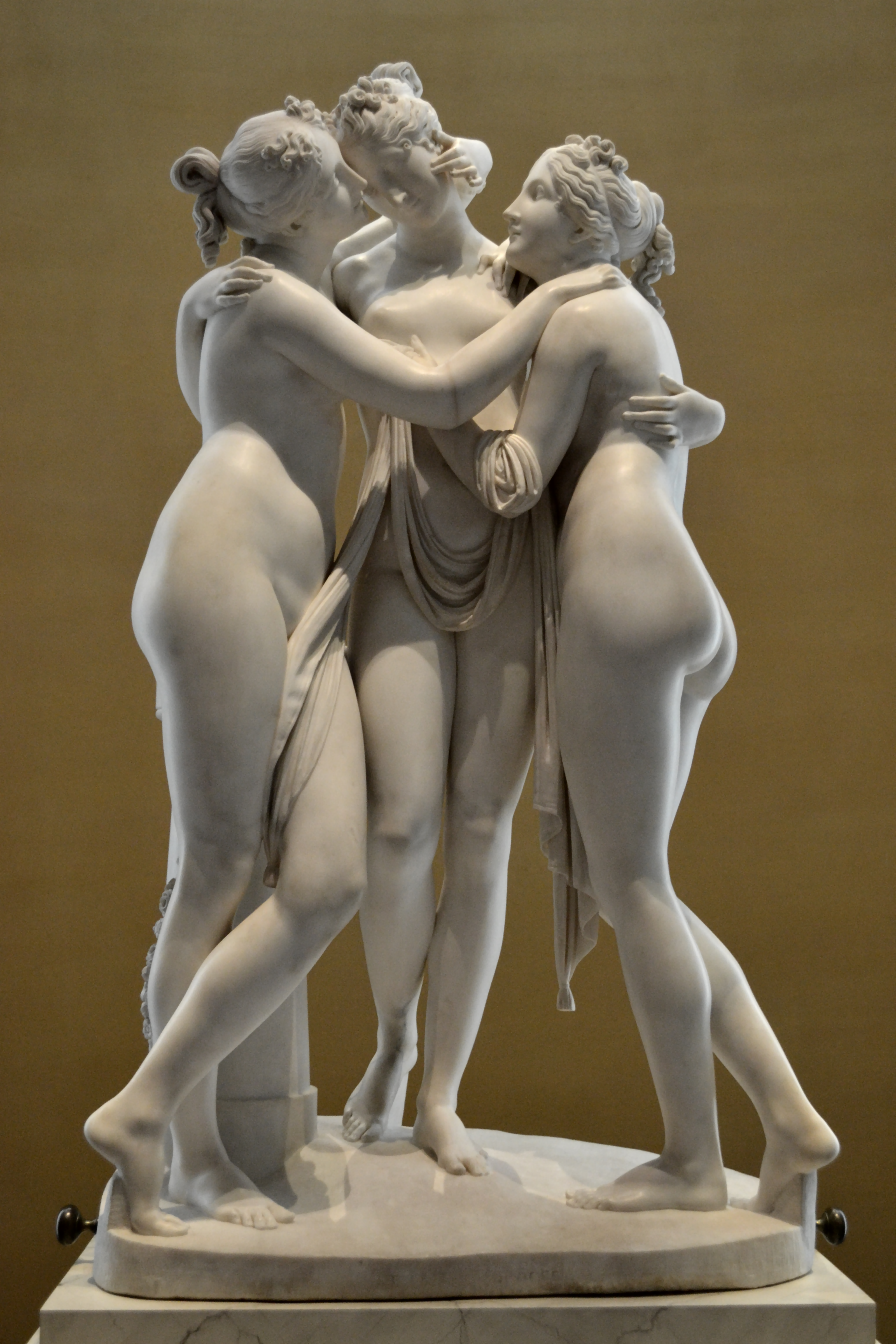
Die drei Grazien, Eremitage (Sankt Petersburg), 1812 / Victoria and Albert Museum, 1816
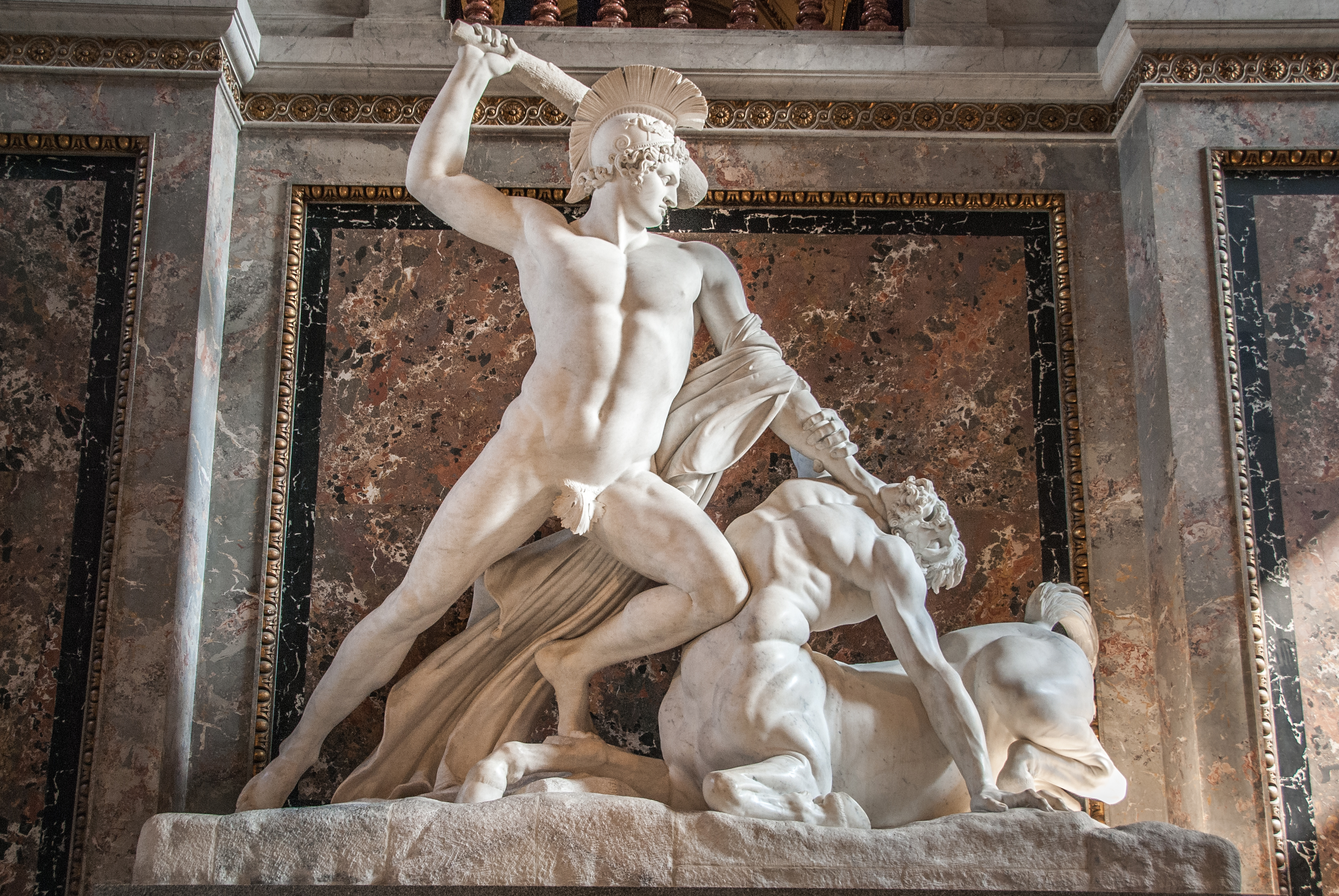
Theseus besiegt den Kentaur, Kunsthistorisches Museum (Wien) – ursprünglich im Theseustempel, 1819

### Weitere Bildwerke Canovas

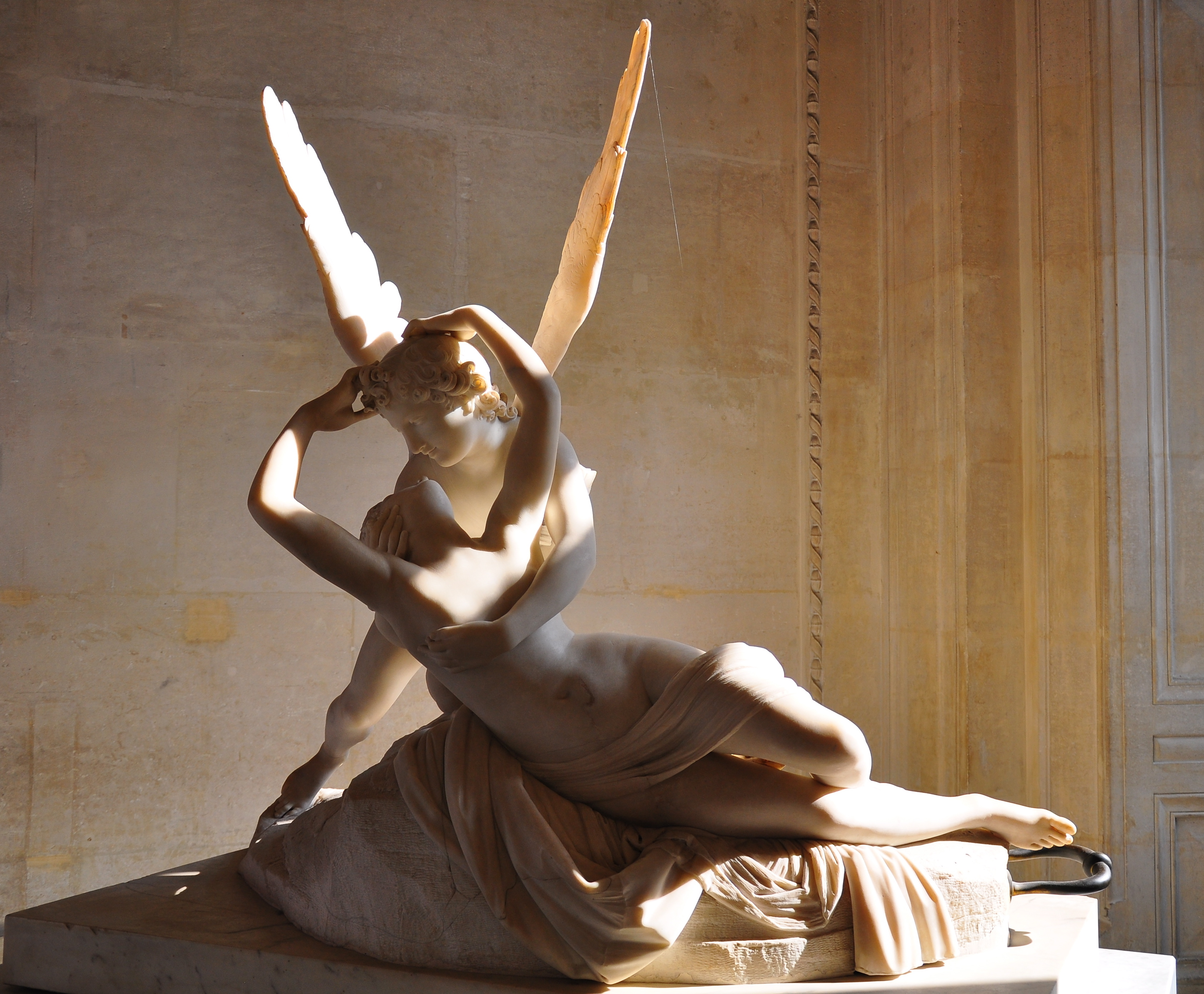
Amor und Psyche, 1793

- 1775/1776: Orpheus, Sankt Petersburg, Eremitage
- 1783/1792: Grabmal für Papst Clemens XIII., Carrara-Marmor, Petersdom, Rom
- 1787/1793: Amor und Psyche, Marmor, Höhe 155 cm, Paris, Louvre und Sankt Petersburg, Eremitage; nach der gleichnamigen Erzählung aus den „Metamorphosen“ von Apuleius
- 1796/1817: Hebe, Marmor, Höhe 166 cm, Sankt Petersburg, Eremitage[8] und Museum von Forlì
- 1801: Perseus mit dem Haupt der Medusa, Marmor, Vatikanische Museen, Rom
- 1801/1805: Grabmal für die Erzherzogin Marie Christine von Sachsen-Teschen, Marmor, Augustinerkirche, Wien[9]
- 1803/1809: Napoleon Bonaparte als friedensbringender Mars, Bronze, Höhe 325 cm
- 1804/1807: Letizia Ramolino Bonaparte, Marmor, Höhe 145 cm
- 1805/1808: Paolina Bonaparte als Venus Victrix, (Siegreiche Venus), Rom, Villa Borghese
- 1809: Die reumütige Maria Magdalena, Eremitage (Sankt Petersburg)
- 1817: Stele Traversa, auch Mailand, Cimitero Monumentale.
- 1819 Stuart-Kenotaph, auch Denkmal der letzten Stuarts genannt, Marmor, Petersdom, Rom
- 1819/1821: Stele Tadini, Lovere, Tadini-Akademie.

### Canovas Marmorstatue der Göttin Hebe
Die von Antonio Canova geschaffene Marmorstatue der Hebe – Göttin der Jugend und Mundschenkin der zwölf olympischen Götter – machte großen Eindruck auf Johann Gottfried Seume, der sie auf seiner im Spaziergang nach Syrakus beschriebenen Reise im Jahr 1802 in Venedig sah und so beschrieb:

„Jetzt ist meine Seele voll von einem einzigen Gegenstande, von Canovas Hebe. Ich weiß nicht, ob Du die liebenswürdige Göttin dieses Künstlers schon kennst; mich wird sie lange, vielleicht immer beherrschen. Fast glaube ich nun, daß die Neuen die Alten erreicht haben. Sie soll eins der jüngsten Werke des Mannes sein, die ewige Jugend. Sie steht in dem Hause Alberici, und der Besitzer scheint den ganzen Wert des Schatzes zu fühlen. Er hat der Göttin einen der besten Plätze, ein schönes, helles Zimmer nach dem großen Kanal, angewiesen. Ich will, ich darf keine Beschreibung wagen; aber ich möchte weissagen, daß sie die Angebetete der Künstler und ihre Wallfahrt werden wird. Noch habe ich die Mediceerin nicht gesehen; aber nach allen guten Abgüssen von ihr zu urteilen, ist hier für mich mehr als alle ‚veneres cupidinesque‘.“

Dem folgt dieses Gedicht mit dem Titel Canovas Hebe:
Ich stand von süßem Rausche trunken,

Wie in ein Meer von Seligkeit versunken,

Mit Ehrfurcht vor der Göttin da,

Die hold auf mich herunter sah, so

Und meine Seele war in Funken:

Hier thronte mehr als Amathusia.

Ich war der Sterblichkeit entflogen,

Und meine Feuerblicke sogen

Aus ihrem Blick Ambrosia

Und Nektar in dem Göttersaale;

Ich wusste nicht, wie mir geschah:

Und stände Zeus mit seinem Blitze nah,

Vermessen griff ich nach der Schaale,

Mit welcher sie die Gottheit reicht,

Und wagte taumelnd jetzt vielleicht

Selbst dem Alciden Hohn zu sagen,

Und mit dem Gott um seinen Lohn zu schlagen.
Die 1796 von Antonio Canova aus Carrara-Marmor fertiggestellte Skulptur der Hebe befindet sich heute in den Staatlichen Museen zu Berlin; eine weitere von Canova zwischen 1800 und 1805 geschaffene Skulptur der Göttin ist in der Eremitage in Sankt Petersburg ausgestellt. Ein Zinkabguss der Skulptur der Hebe Canovas von 1796 wurde auf einem Sockel in der Mitte des Hebetempels im Neustrelitzer Schlosspark aufgestellt.
Canovas Hebe war Vorbild der 1806 von Bertel Thorvaldsen geschaffenen Hebe, von der ein Abguss auf dem Grundstück des Göschenhauses in Grimma unter dem Amicitia-Tempel steht.

### Canovas Marmorstatue der Göttin Venus (Venus Italica)
Die Venus Italica ist eine von Antonio Canova in drei Exemplaren geschaffenene klassizistische Marmorstatue der Göttin Venus, die sich heute in der Galleria Palatina des Palazzo Pitti in Florenz, in Hearst Castle in Los Angeles und im Metropolitan Museum of Art in New York befinden. Die erste Version sollte ursprünglich die Venus Medici aus den Uffizien ersetzen, die von Napoléon geraubt worden war und sich 1802–1815 im Louvre in Paris befunden hatte.

## Sonstiges
Um 1992 kaufte ein britisches Ehepaar für 5200 Pfund die Marmorstatue einer liegenden Frau, um sie als Gartendekoration zu verwenden.
Später stellte sich heraus, dass Canova die Statue geschaffen hatte (Maddalena Giacente – Liegende Magdalena). Sie wurde 1822 kurz vor Canovas Tod fertiggestellt. 1857 wurde sie bei einer Kunstausstellung in Manchester gezeigt; später war sie in Privatbesitz. Nach einem Brand verkaufte der Eigentümer Gegenstände aus seinem Haus, darunter auch die Statue. Wer sie kaufte, ist nicht bekannt. Bei einer Auktion 1938 wurde sie als »klassische Figur« bezeichnet. Bei Christie’s wurde die Statue auf 5 bis 8 Millionen Pfund geschätzt und am 7. Juli 2022 versteigert, fand jedoch keinen Käufer.
1994 erwarb das Victoria and Albert Museum in London die Skulptur Drei Grazien für 22,65 Mio. DM von einem Privatbesitzer.
Die Harvard-Kunstmuseen in Cambridge (USA) besitzen eine Reihe von Gipsplaketten, die im 19. Jahrhundert nach Vorlagen von Antonio Canova angefertigt wurden.
Der Asteroid (6256) Canova wurde zu Ehren des Künstlers benannt.